# Emmy (cantante)
Emmy, pseudonimo di Elsina Hidersha (Skrapar, 15 marzo 1989 – Tirana, 28 febbraio 2011), è stata una cantante albanese.

## Biografia
I suoi brani più famosi sono stati Pse të dua ty, A ma jep, Rastësisht u Pame, e Let It Play.
Morì il 28 febbraio 2011 all'età di 21 anni dopo essere stata investita da una macchina guidata dal suo ex fidanzato di 47 anni, l'imprenditore kosovaro Haziz Kelmendi. La polizia ha dichiarato di sospettare che l'incidente sia stato intenzionale e dovuto a una questione di gelosia.
Secondo quanto riferito, Kelmendi era pesantemente ubriaco al momento dell'incidente, che avvenne nella tarda serata del 26 febbraio 2011, quando Helsina Hidersha stava lasciando il night club dove si era appena esibita in concerto. Kelmendi presumibilmente la seguì, per poi investirla con la sua auto.
La cantante fu trasportata già in coma all'Ospedale Militare di Tirana con gravi danni cerebrali e fratture del cranio. Fu dichiarata morta la mattina del 28 febbraio 2011.